# Robert de Sigello
Robert de Sigello (... – 1150) è stato un politico e vescovo cattolico inglese.
Fu lord cancelliere di Inghilterra e custode del Gran Sigillo reale tra il 1133 e il 1135.

## Biografia
In un certo periodo egli fu monaco presso l'Abbazia di Reading, dove potrebbe avere redatto statuti a favore dell'abbazia.
Robert fu nominato alla sede vescovile di Londra dall'imperatrice Matilda e consacrato nel 1141, probabilmente in luglio.
Morì nel 1150 e la sua morte era commemorata sia il 28, sia il 29 settembre; pertanto si ritiene che sia morto in uno di questi due giorni del 1150.

## Genealogia episcopale
La genealogia episcopale è:
- Cardinale Vitale Giovanni, O.S.B. Cam.
- Papa Innocenzo II
- Cardinale Alberico di Beauvais, O.S.B. (1138)
- Arcivescovo Teobaldo di Bec
- Vescovo Robert de Sigello